# Marc Chevalier (chanteur)
Pour les articles homonymes, voir Marc Chevalier et Chevalier.
Marc Chevalier, né le 8 mai 1920 à Avignon et mort le 18 juillet 2013 à Paris, est un chansonnier, musicien guitariste, cofondateur en 1947 avec André Schlesser du duo Marc Et André, ainsi qu'en 1951, avec ses amis Léo Noël et Brigitte Sabouraud, du cabaret L'Écluse. Il est aussi comédien et chanteur, guitariste de théâtre pour Jean Vilar notamment.

## Biographie
Marc Chevalier naît à Avignon le 8 mai 1920 où il entreprendra des études musicales au conservatoire de la ville pour y apprendre le violoncelle.

La France coupée en quatre : zone libre, zone occupée, départements annexés et du Nord de la France directement sous administration militaire allemande.

Autour de 1940, âgé de presque 20 ans, il intègre une petite troupe de théâtre issue du mouvement scoutiste et mise en place par « Les Comédiens Routiers » sous la direction de Léon Chancerel, pionnier du théâtre pour la jeunesse et fondateur de la troupe. Il y fait la connaissance de Jean-Pierre Grenier et Olivier Hussenot.
La petite troupe réunie à Uriage-les-Bains et patronnée par Jeune France se produit dans les Chantiers de Jeunesse en Provence (organisation se substituant au service militaire sous couvert du secrétariat d'État à l'Éducation nationale et à la jeunesse) et les villages de la zone non occupée dite zone libre. En 1943, elle crée la pièce La Comédie des Enfants avec Maurice Jacquemont, metteur en scène et Madeleine Barbulée auteur, comédienne qui avait déjà travaillé avec eux pour les Comédiens Routiers, et qui jouera également pour leur compagnie à venir.
S'ensuit, à la fin de la guerre en 1945, l'engagement de Marc Chevalier dans la troupe de décentralisation théâtrale « Le Chariot », conduite par Jean-Pierre Grenier. Ce dernier lui propose de venir jouer de la guitare. Marc Chevalier y apprend alors vraiment le métier de comédien et il s'y fait remarquer.
Vers 1946, il rejoint naturellement la compagnie Grenier-Hussenot, nouvellement créée par Jean-Pierre Grenier et Olivier Hussenot, et composée, entre autres, d'Yves Robert et des futurs prometteurs Frères Jacques.
Jean-Pierre Grenier s’exprime ainsi dans une interview retranscrite par Cécile Philippe et Patrice Tourenne pour le livre Les Frères Jacques paru en 1981 aux éditions Balland : « La compagnie Grenier-Hussenot a été la première à naître en France à la Libération, la première donc à former une troupe permanente dans laquelle figuraient entre autres Yves Robert, Jacques Hilling, Marie Mergey etc. Nous avions un objectif précis : le rejet, la destruction de fausses valeurs d'avant-guerre. Nous souhaitions ridiculiser ce théâtre officiel, soit par un répertoire nouveau qu'il a fallu fabriquer, soit par la manière d'aborder les textes dits classiques. On sortait du Claudel grandiloquent, vous comprenez, les gens avaient besoin d'autre chose. Ce choix de la parodie a tout de suite trouvé un écho chez les jeunes dont on n'avait pas eu le temps de pervertir le goût. Nous avions un public fantastique de gens envahissants les salles (...) Il n'y avait pas encore de législation sévère sur la sécurité. Il y avait un contact extraordinaire avec les spectateurs : dialogues, échanges de courriers permanents. Pendant la guerre, personne ne pouvait s'exprimer. Tout le monde se méfiait de tout le monde. On ne parlait même pas sans arrière-pensée avec son meilleur ami. Alors le théâtre permettait de dire ce besoin d'amitié des autres. Et les comédiens venaient jouer pour le plaisir, pas pour rechercher forcément le volontariat. ».
Marc Chevalier accompagne alors la troupe à la guitare dans une pièce d’Yves Robert, Orion le tueur. Ce sera le début d'une passion pour la musique, l'humour, et les chansons de théâtre, de music-hall. Il fait alors la connaissance d'André Schlesser dans la pièce musicale « Les Gueux au Paradis », montée par Maurice Jacquemont qui devient le premier succès de la troupe. Le courant passe tout de suite entre eux, et pendant la tournée qu'ils effectuent avec la troupe, ils s’amusent à chanter ensemble régulièrement.
Puis, Marc Chevalier, seul, revient à Paris et commence à chanter dans quelques cabarets.
En 1947, alors qu'il est revenu en vacances dans sa ville natale d'Avignon, il retrouve par hasard André Schlesser venu participer aux côtés de Jean Vilar au premier festival d’Avignon. Trop contents de se retrouver, et passionnés déjà de chanson de cabaret, de récital, ils décident de monter à Paris pour y chanter ensemble. Ils prennent le nom de Marc et André et tentent leur chance aux auditions avec quelques chansons, essentiellement des reprises. Engagés dans les cabarets de Montmartre, ils commencent à se produire notamment chez Maître Pierre grâce à Jacques Douai qui les encourage et leur trouve des qualités certaines. Puis on les retrouve ensuite chez Pom, au Lapin Agile... Et Rive Gauche, ils chantent aux Assassins, au Quod Libet, au Méphisto, au Café de L'Écluse.
En 1949, au cabaret Le Lapin Agile, ils rencontrent et font la connaissance de Brigitte Sabouraud et Léo Noël, venus faire eux aussi leur petit numéro de tour de chant. Sur les quais de la Seine en 1951, ce quatuor d'artistes fonde le Cabaret L'Écluse en lieu et place du Café de l'Écluse dans lequel se produisait Marc et André, ainsi que le jeune Léo Ferré. Peu à peu, l'Écluse deviendra jusqu'en 1974 le cabaret de référence de la rive gauche, formant des dizaines de chanteurs dont beaucoup furent de grands noms de la chanson française. Ils deviendront alors ensemble 4 références incontournables de la rive gauche de 1950 à 1970.
André Schlesser, que Marc Chevalier surnomme affectueusement et surtout par amitié Dadé, devient un compagnon de route artistique jusqu'en 1974 à la fermeture du Cabaret L'Écluse.
Marc et André se donneront régulièrement en spectacle au Cabaret L'Écluse assumant après le décès de Léo Noël et le départ de Brigitte Sabouraud la direction de l'établissement et la présentation des numéros dont le numéro 6, clou du spectacle en la personne de la vedette confirmée.
« Deux voix parfaitement accordées pour promener sur les routes de France et de Belgique (Barbara les invita à Bruxelles dans son Cheval Blanc), de Navarre et d'Amérique, les trésors de notre répertoire (une longue tournée sur les campus les y fit découvrir à toute une génération de jeunes yankees ». Propos de Bernard Merle dans « La lettre des amis de Barbara » N°28 Hiver 2006.
En 1956, ils obtiennent pour la première fois de leur carrière le Grand Prix du Disque 1956 de l'Académie Charles Cros.
Grâce à André Schlesser qui le présente, Marc Chevalier intègre en 1954 les compagnons de Jean Vilar au TNP notamment pour Les caprices de Marianne, spectacle présenté dans le cadre du 12e Festival d'Avignon du 15 juillet au 3 août 1958. Il y tient un rôle de chanteur avec André Schlesser. Marc et André seront les chanteurs attitrés du TNP de Jean Vilar, tout comme Maurice Jarre y est le compositeur attitré. Ils interviendront dans plusieurs autres pièces : L'Étourdi, Marie Tudor, Le Mariage de Figaro…
Ainsi de 1951 jusqu'à la fin de 1974, pour le Cabaret L'Écluse dont il est l'un de cofondateurs, il en sera l'un des directeurs artistique assurant avec ses amis fondateurs les nombreuses auditions et choix de programmation, la direction Artistique, puis la direction générale à la suite du départ de Brigitte Sabouraud vers 1970. Il a donné leur chance artistique à de nombreux artistes débutants qui deviendront célèbres en leur offrant souvent une première scène pour 15 francs de cachet par représentation.
Dans les années 1970, avec les éditions Lucien Adès / Le Petit Ménestrel, Marc et André enregistrent un album de chansons pour enfants avec un ensemble instrumental sous la direction de Jean Baitzouroff. Le livret d'accompagnement et la pochette sont illustrés par Maurice Tapiero.
En 1975, Marc Chevalier fonde le CREAR, centre de formation aux métiers d’art et de la communication qu'il dirigera jusqu’en 1994. Mais aussi, dans ce cadre de cette fonction, on l'oublie souvent, il se fait organisateur d'expositions consacrées à l'architecture ou à l'artisanat.
En 1987, il publie son ouvrage de souvenirs : « Mémoires d'un Cabaret : L'Écluse »  aux éditions La Découverte et, un double album Chansons de Théâtre, paru chez Ades, qui fait suite au décès en 1985 de son ami André Schlesser.
On les entend ainsi sur 20 enregistrements sonores de théâtre (époque 1951- 1962) de cette double compilation LP qui regroupe l'essentiel de leur répertoire dans ce domaine très particulier des chansons écrites pour le théâtre. La chanson « Les chemins de l'amour » extraite de cet album préfacé par Jean Vilar, a permis à Marc et André d'obtenir un second Grand Prix du Disque de l'Académie Charles Cros en 1963. Ce titre, paroles de Jean Anouilh, musique de Francis Poulenc, a été écrit pour la pièce « Leocadia », créée à Paris en 1940.
Malgré son âge avancé, il reste très actif : on le retrouve tour à tour enseignant et formateur.
Il a été président de l'Union internationale de la Marionnette, et président du Centre de la Chanson, futur Centre National du Patrimoine de la Chanson, des Variétés et des Musiques de 1989 à 1999.
Entre autres initiatives, Marc Chevalier a également créé et mis en place en 2001 au sein du Conservatoire du IXe arrondissement de Paris (présidé par Stéphane Bern) le Conservatoire Nadia et Lili Boulanger qui dispense des cours de formation à la comédie musicale sous sa direction à de nombreux jeunes comédiens de théâtre comme  Juliette Alluzen, Angélique Fridblatt et d'autres.

## Récompenses professionnelles
Avec le duo Marc & andré
« Grand Prix du Disque 1956 de l'Académie Charles Cros ».
« Grand Prix du Disque 1963 de l'Académie Charles Cros » : pour la chanson Les chemins de l'amour extraite de l'album « Chansons de théâtre » et extrait de la pièce « "Léocadia" » de Jean Anouilh / Francis Poulenc, compositeur, interprétée par Marc Et André.
Autres distinctions
Membre d'Honneur de l'association Les amis de Barbara depuis 2000.

## Spectacles
- 1951-1974 : Spectacle de chansonnier-cabaretiste avec son duo Marc Et André au Cabaret L'Écluse.
- 1958 : Les Caprices de Marianne - comédie / mise en scène de Jean Vilar ; texte d'Alfred de Musset ; musique de Maurice Jarre ; décor et costumes de Léon Gischia ; régie générale de René Besson et Marcel Magnat ; lumières de Pierre Saveron ; son de Maurice Coussonneau ; spectacle du Théâtre national populaire ; avec Geneviève Page (Marianne), Georges Wilson (Claudio), Gérard Philipe (Octave). Spectacle présenté dans le cadre du 12e Festival d'Avignon du 15 juillet au 3 août 1958. Marc Chevalier y tient un rôle de chanteur avec André Schlesser[10].

## Présidence, direction générale et direction artistique
- 1951 - 1974 : Pour le Cabaret L'Écluse dont il est l'un de cofondateurs : auditions et choix de programmation, direction artistique…
- 1975 - 1994 : Création du CREAR, centre de formation aux métiers d’art et de la communication qu'il dirigera jusqu’en 1994.
- 1989 - 1999 : Président du Centre de la Chanson.
- 19?? : Président de l'Union internationale de la Marionnette.
- Depuis 2001 : Création et mise place du Conservatoire Nadia et Lili Boulanger qui dispense des cours de formation à la comédie musicale sous sa direction à de nombreux jeunes comédiens.
- 2007 : Château Do, fantaisie musicale - Spectacle pour enfants joué du 7 au 31 mars au Théâtre Clavel dans le XIXe arrondissement de Paris. Marc Chevalier du Cabaret L’Écluse en signe la direction artistique. « Joué en acoustique par de véritables fantaisistes, le Château Do, dès 4 ans, est un spectacle riche en surprises : chant, clown, cabrioles, échasses… Ce trio comique et musical s’inscrit dans le sillage des Frères Jacques »[18].

## Écrits et ouvrages publiés
- « Mémoires d'un Cabaret : L'Écluse » de Marc Chevalier - Éditions La Découverte (1987)[19]. Préface de Pierre Tchernia.

### Archives Presse et papiers
- Bibliothèque nationale de France : Cabaret L’Écluse : Ensemble de documents concernant le Cabaret L’Écluse et son fondateur[20].

Donation de Monsieur Marc Chevalier, fonds entré en 2008 au département des Arts du spectacle. Le fonds se compose des archives du cabaret (administration, programmation, presse, photographies) et de documents concernant la carrière du duo Marc et André, dont des partitions et des disques.

### Archives sonores etINA
- Chansons d'Été : L'Ecluse, un cabaret rive-gauche en compagnie de Marc Chevalier, l'un des fondateurs du cabaret. Diffusée le 8 juillet 2009 sur France Musique | Durée : 34 min.